# Симаково (платформа)
Симаково — платформа Сахалинского региона Дальневосточной железной дороги.

## История
Открыта в 1921 году в составе пускового участка Холмск (Кита-Маока) — Чехов (Нода). В 1946 году была переименована в честь ефрейтора Анатолия Симакова, погибшего в ходе Сахалинской операции.

## Описание
Платформа представляет собой обычный остановочный пункт с короткой низкой посадочной платформой. Билетные кассы  отсутствуют.

## Деятельность
По состоянию на ноябрь 2013 года платформа обслуживает 3 пары (по воскресеньям — 2) пригородных дизельных поездов Холмск-Северный — Чехов и Холмск-Северный — Чехов — Томари.